# Cefalà Diana
Cefalà Diana (sicilià Cifalà Diana) és un municipi italià, dins de la ciutat metropolitana de Palerm. L'any 2007 tenia 992 habitants. Limita amb els municipis de Marineo, Mezzojuso i Villafrati.

## Administració
| Període | Identitat       | Partit        |
| ------- | --------------- | ------------- |
| 2008-   | Luigi Calderone | Llista cívica |